# Роздзеле (Бохенський повіт)
Роздзеле (пол. Rozdziele) — село в Польщі, у гміні Жеґоцина Бохенського повіту Малопольського воєводства.
Населення — 870 осіб (2011).
У 1975—1998 роках село належало до Тарновського воєводства.

## Географія
У селі бере початок річка Роздзелєць.

## Демографія
Демографічна структура станом на 31 березня 2011 року:
|          | Загалом | Допрацездатний вік | Працездатний вік | Постпрацездатний вік |
| -------- | ------- | ------------------ | ---------------- | -------------------- |
| Чоловіки | 428     | 112                | 277              | 39                   |
| Жінки    | 442     | 105                | 249              | 88                   |
| Разом    | 870     | 217                | 526              | 127                  |